# Pravni fakultet Sveučilišta u Mostaru
Pravni fakultet u Mostaru je javna institucija koja pripada Sveučilištu u Mostaru. Nalazi se u Mostaru u Bosni i Hercegovini.
Do 1971. Pravni fakultet u Mostaru djelovao je kao ogranak Pravnog fakulteta Sveučilišta u Sarajevu. Kao samostalna institucija počinje djelovati 15. studenog 1976. Aktivnost Pravnog fakulteta je prestala u vrijeme rata u Bosni i Hercegovini (1992. – 1995.). U vrijeme rata, Pravni fakultet izgubio je nekoliko profesora, no uz pomoć pravnih fakulteta iz Splita i Osijeka, Pravni fakultet Sveučilišta u Mostaru nastavio je s podučavanjem i znanstvenim radom.
Trenutno Pravni fakultet Sveučilišta u Mostaru ima 11 redovnih, 7 izvanrednih profesora, 4 docenta, jednog višeg asistenta, 7 asistenata i 8 mlađih asistenata. Studenata ima oko 1000.

## Istaknuti studenti
- Bariša Čolak (1956.), hrvatski bosanskohercegovački političar, ministar pravosuđa Bosne i Hercegovine;
- Ivica Lučić (1962.), hrvatski bosanskohercegovački obavještajac, povjesničar i general;
- Nermin Nikšić (1960.), bošnjački bosanskohercegovački političar, predsjednik Vlade Federacije BiH.

## Vanjske poveznice
- Službena stranica Pravnog fakulteta Sveučilišta u Mostaru  Arhivirana inačica izvorne stranice od 6. studenoga 2018. (Wayback Machine)